# Katastrofa lotnicza na Bermudach
Katastrofa lotnicza na Bermudach wydarzyła się 6 grudnia 1952. W jej wyniku Douglas DC-4 należący do linii Cubana de Aviación rozbił się w Atlantyku u wybrzeży Bermudów, zabijając 37 z 41 osób na pokładzie.

## Samolot
Maszyną obsługującą feralny lot był Douglas DC-4 (nr rej. CU-T397) o nazwie Estrella de Oriente i numerze seryjnym 10319. Samolot został wyprodukowany w 1944 roku. Pierwszym właścicielem było United States Army Air Forces, a następnie samolot trafił do Pan Am. Linie Cubana de Aviación kupiły go w 1949 roku.

## Przebieg lotu
Maszyna odbywała rutynowy lot z Madrytu do Hawany z międzylądowaniami na Azorach i Bermudach. O 3:30 DC-4 wylądował w Hamilton w celu uzupełnienia paliwa, a po około godzinnym postoju maszyna miała udać się w dalszą trasę do Hawany. O godzinie 4:45 samolot odbił się od pasa, a niedługo potem doszło do przeciągnięcia i samolot zaczął tracić wysokość, a następnie zderzył się z taflą wody. W wyniku wypadku zginęło 37 pasażerów i załogantów, katastrofę przeżyło trzech pasażerów i jeden członek załogi. Śledztwo wykazało, że start przebiegł normalnie, a załoga nie zgłaszała żadnych problemów. Przyczyna przeciągnięcia nie została nigdy ustalona, a katastrofa pozostaje do dzisiaj najtragiczniejszą w historii Bermudów.